# 김종형 (로봇공학자)
김종형은 대한민국의 로봇인이다.
김종형은 서울대학교 기계설계공학과를 졸업하고 1984년 LG전자 중앙연구소 입사하면서 국내 최초로 camcoder 제품개발 및 양산화 과정에 참여하였다. 1987년 한국과학기술원에 입학하면서 조형석 교수님의 지도하에 로봇 vision, 로봇 조립, 인공지능 연구에 탁월한 업적을 보여, 최우수 논문상을 수상하기도 했다. 이후 삼성전자 생산기술센터 중앙연구소에 입사하여 vision연구팀 팀장을 맡으면서, 박사과정 중에 개발한 PCB 납땜 검사기를 상품화하여 250대 이상 판매하고 일부 수출하는 성과를 이루었다. 이러한 기술 개발 업적으로 로봇개발팀 팀장으로 자리를 옮겨 1996년 반도체 및 LCD용 로봇, SCARA로봇 소형6축다관절로봇 등을 개발하고 삼성 그룹 내의 자동화 및 사외 사업을 담당하기도 하였다.  특히, 당시 국내 반도체 및 LCD 공장의 증설로 청정공장용 로봇자동화에 많은 기여를 하였다. 물류 장치인 wafer용 EFEM, LCD용 INDEX는 대표적인 로봇 시스템 관련 업적이다. 2002년 삼성전자에서 서울과학기술대학교로 옮겨서 "지능형 로봇인력양성사업", "로봇 선도인력육성사업" 등 전문산업인력 육성에 매진해오고 있다. 주요 업적으로는, 반도체 후공정에 해당하는 "차세대 micro-system packaging 기술지원센터", "3D microsystem packaging을 위한 접합공정 및 장비개발"과제를 수행하면서 다양한 로봇을 활용한 전용장비들을 개발하였다. 최근에는 로봇 vision 기술을 이용한 작업정밀도 향상에 대한 실용적 연구를 하고 있다. 

## 같이 보기
- 지능형 로봇
- 로봇산업
- 로봇인
- 로봇공학자